# یواس‌اس دریدنات (اس‌پی-۵۸۴)
یواس‌اس دریدنات (اس‌پی-۵۸۴) (به انگلیسی: USS Dreadnought (SP-584)) یک کشتی بود که طول آن ۳۲ فوت (۹٫۸ متر) بود. این کشتی در سال ۱۹۱۶ ساخته شد.